# Rafael Álvarez "El Brujo"
Rafael Álvarez (Lucena, Còrdova, 20 de setembre de 1950), més conegut pel sobrenom d' El Brujo, és un actor i dramaturg espanyol.

## Biografia
Va passar la major part de la seva infància a Torredonjimeno (Jaén). Titulat per la Reial Escola Superior d'Art Dramàtic, la seva activitat amb el teatre s'inicia al Corral de Comèdies del Col·legi Major Universitari San Juan Evangelista l'any 1970, amb el muntatge El juego de los insectos, dels germans Čapek; dirigit per José Luis Alonso de Santos, alhora que comença la seva col·laboració en muntatges teatrals de companyies independents, com Tábano, Teatro Experimental Independiente (TEI) i Teatro Libre de Madrid.
En 1988 funda al costat de José Luis Alonso de Santos, Gerardo Malla i Jesús Cimarro, la productora de teatre Pentación, S.A. i en 1995 crea amb María José Norte la seva pròpia productora, Producciones El Brujo, S.L. dedicada a la distribució i la producció de teatre i audiovisuals.
Actor també del cinema espanyol, ha participat així mateix en populars sèries de televisió com Juncal o Brigada Central.
És declarat yogui, i en 2018 va portar al teatre l'obra Autobiografía de un yogui

## Premis
Ha rebut nombrosos premis, entre els quals destaquen el Premi Ícaro, concedit per Diario 16 (1985), per la seva interpretació a La taberna fantástica; el Premi d'Antena 3 a la millor interpretació teatral (1985), pel seu treball a Lazarillo de Tormes; Premi El Espectador y La Crítica (1986), per La taberna fantástica; Premi Asociación de Espectadores Ciudad de Alicante en 1986 i 1994, per Lazarillo de Tormes; Premi Ercilla de Bilbao (1996) a la Millor Interpretació per La sombra del Tenorio; Premi Cadena COPE (1999) per El contrabajo; Premi Canal Sur al Millor Espectacle Teatral (2000) per Arcipreste; Premi de Teatre Ciudad de Cazorla (2005), en el marc del Festival Internacional de Teatre; "Premio do Público do Festival Outono de Teatro" (2005), per la seva interpretació a San Francisco, Juglar de Dios; Premi Trovador del Festival de los Castillos de Alcañiz (2006), en reconeixement de la seva trajectòria artística; XIII Premi Nacional de Teatre "Pepe Isbert" (2009), atorgat per l'Asociación de Amigos de los Teatros de España; II Premi Tierra Íbera (2013), a tota una trajectòria de profunda dedicació al teatre; Premi Ercilla Especial a la Trajectòria Artística (2014); VIII Premi La Barraca a les Arts Escèniques de la UIMP (2015), en reconeixement de la es va trajectòria com actor i dramaturg; Pi d'Honor (2019) de la Mostra de Teatre de l'Alfàs del Pi.
Al desembre de 2002 se li va concedir la Medalla d'Or al Mèrit en les Belles Arts, màxim guardó que concedeix el Ministeri de Cultura. Al febrer de 2012 va rebre la Medalla d'Andalusia que atorga el govern de la Junta d'Andalusia.

## Teatre
- Mujeres de Shakespeare.
- La escuela de los bufones, de Michel de Ghelderode.
- El juego de los insectos, de los Hermanos Čapek.
- El horroroso crimen de Peñaranda del Campo, de Pío Baroja.
- La taberna fantástica, de Alfonso Sastre.
- Pares y Nines, de José Luis Alonso de Santos.
- Lazarillo de Tormes, en versión de Fernando Fernán Gómez.
- El pícaro: aventuras y desventuras de Lucas Maraña, de Fernando Fernán Gómez.
- La sombra del Tenorio, de José Luis Alonso de Santos.
- La dulce Casina, de Plaute, en versió de José Luis Alonso de Santos.
- Anfitrión, de Plaute.
- El avaro, de Molière.
- El contrabajo, de Patrick Süskind.
- Arcipreste, basat en El Corbacho, d'Alfonso Martínez de Toledo.
- San Francisco, juglar de Dios, de Dario Fo.
- Una noche con El Brujo, amb texts de Fray Luis de León, Quevedo, Santa Teresa de Jesús i Cervantes.
- El Testigo, amb texts de Fernando Quiñones.
- El Evangelio de San Juan.
- Mujeres de Shakespeare.
- Còmic.
- La Odisea.
- El asno de oro, text d'Apuleu.
- La luz oscura de la fe, monòleg sobre la vida de Joan de la Creu.
- Teresa o el sol por dentro, basada en la biografia de Santa Teresa de Jesús escrita per José María Javierre.
- Misterios del Quijote.
- Autobiografia de un yogui, basada en la vida i obra de Paramahansa Yogananda.
- Esquilo, nacimiento y muerte de la tragedia

## Cinema
- El crack, de José Luis Garci (1980)
- Don Juan, mi querido fantasma, de Antonio Mercero (1990)
- La taberna fantástica, de Julián Marcos (1991)
- La noche del ejecutor, de Paul Naschy (1992)
- Alma gitana, de Chus Gutiérrez (1995)
- Amores que matan, de Juan Manuel Chumilla-Carbajosa (1995)
- La leyenda de la doncella, de Juan Pinzás (1996)
- La duquesa roja, de Francesc Betriu (1996)
- Niño nadie, de José Luis Borau (1996)
- Pajarico, de Carlos Saura (1997)
- Lázaro de Tormes, de Fernando Fernán Gómez (2001)
- Furgón, de Benito Rabal (2003)

## Televisió
- "Vísperas" (1987), de Manuel Andújar.
- "Juncal" (1989), de Jaime de Armiñán.
- "Brigada Central" (1989-1990), de Pedro Masó.